# 海山一
海山一(船底座s)，又名HD 90853,CP-58 2227，SAO 238085、HR 4114，是一颗恒星，视星等为3.82，位于銀經285.22，銀緯-0.9，其B1900.0坐标为赤經10h 24m 12.4s，赤緯-58° -0.9′ 43″。